# Carlos Conti
Carlos Conti Alcántara (Barcelona, 28 de agosto de 1916 - 15 de septiembre de 1975) fue un historietista y humorista gráfico español, creador, entre otros, del personaje El loco Carioco. Se le considera uno de los "cinco grandes" de la Editorial Bruguera en los años 50, junto a Cifré, Escobar, Giner (este, dibujante realista) y Peñarroya, aunque colaboró con multitud de publicaciones del país, incluyendo ABC o la revista ¡Hola!. Conti era especialmente hábil en el cultivo del chiste y el comentario de humor, siendo éstas las dos facetas que en verdad más le satisfacían, según los que lo conocieron.

## Biografía

### Infancia y juventud
Buen estudiante, empezó a trabajar en los años 30 como agente de seguros, actividad que fue interrumpida por la Guerra Civil, durante la cual combatió en el ejército republicano.

### Inicios profesionales
Tras la contienda, inició su colaboración diaria en La Prensa de Barcelona, y cuando uno de los periodistas de su plantilla funda ¡Hola!, también en esta revista. Ambas colaboraciones no finalizarían sino con su muerte. También colaboró en Ondas y los madrileños ABC y Blanco y Negro.
Al mismo tiempo, fue contratado por Editorial Bruguera como redactor, dibujante y escritor de artículos humorísticos. En 1949 comenzó a publicar en la revista Pulgarcito la serie que le daría mayor celebridad, El loco Carioco. Otros personajes suyos nacidos en estos años fueron: Mi tío Magdaleno (1951), Apolino Tarúguez, hombre de negocios y La vida adormilada de Morfeo Pérez (1952). Esta última era una serie inusual en los tebeos de la época, ya que ponía en escena las alocadas ensoñaciones del mediocre protagonista, si bien la última viñeta lo devolvía inexorablemente a su frustrante realidad. Además de su labor como creador de chistes e historietas, Conti publicaba en El D.D.T. contra las penas las famosas Cartas de Sisenando Merluza.
También colaboró en Leyendas Infantiles, El Coyote, TBO y muchas otras revistas.

### La aventura independiente:Tío Vivo
En 1957, junto con Peñarroya, Escobar, Cifré y Giner, también dibujantes de la editorial, creó una empresa independiente que publica la revista Tío Vivo, en la que Conti oficiaba de director artístico. También solía sugerir el chiste de la portada que luego dibujaban Cifré o Peñarroya.

### Últimos años
Tras el fracaso de Tío Vivo, continuó colaborando para Bruguera, con personajes como Don Alirón y la ciencia-ficción (1969) y El doctor No y su ayudante Sí (1970).
Dirigió el semanario satírico Mata Ratos (1972).
Hacia 1975 fue el autor de los primeros guiones para Superlópez de Jan, aparecidos en la revista Tío Vivo, y bajo el seudónimo de Pepe.

## Premios
A lo largo de su carrera, Carlos Conti obtuvo innumerables galadornes, entre los que cabe destacar los siguientes:
- Premio Ministerio de Información y Turismo de la Exposición España 64.
- Concurso Internacional del Chiste, Salón de la Confección
- Premio Delegación Nacional de Prensa.
- Concurso Planeta 1972.[1]

## Obra
| Años | Título                                        | Dibujante    | Tipo                                           | Publicación                   |
| ---- | --------------------------------------------- | ------------ | ---------------------------------------------- | ----------------------------- |
| 1949 | El Loco Carioco                               | Conti        | Serie                                          | Pulgarcito                    |
| 1951 | Mi tío Magdaleno                              | Conti        | Serie                                          | El DDT                        |
| 1951 | Apolino Tarúguez, hombre de negocios          | Conti        | Serie                                          | El DDT                        |
| 1951 | Don Eulalio                                   | Conti        | Serie                                          | El DDT                        |
| 1952 | La vida adormilada de Morfeo Pérez            | Conti        | Serie                                          | El DDT                        |
| 1959 | Aquí tienen a Marcelo con su hermanito gemelo | Conti        | Serie                                          | Ven y Ven                     |
| 1961 | Don Fisgón                                    | Conti        | Serie                                          | El Campeón de las Historietas |
| 1969 | Don Alirón y la Ciencia-Ficción               | Conti        | Serie                                          | El DDT                        |
| 1970 | El Doctor No y su ayudante Sí                 | Conti        | Serie                                          | El DDT                        |
| 1974 | Felipe Gafe                                   | Jan          | Serie                                          | Tío Vivo                      |
| 1974 | Superlópez                                    | Jan          | Serie                                          |                               |
| 1975 | 1-X-2, el Extraterrestre                      | Traver-Griñó | Serie con M. Arrufat y Francisco Pérez Navarro | Sacarino                      |